# 프랭크 칼루치
프랭크 찰스 칼루치 3세(영어: Frank Charles Carlucci III, 1930년 10월 18일 ~ 2018년 6월 3일)는 미국의 정치인이자 외교관으로 로널드 레이건 행정부에서 1987년부터 1989년까지 미국 국방부 장관을 지냈다. 그는 그 자리에서 복무한 첫 이탈리아계 미국인이었다.
칼루치는 리처드 닉슨 행정부에서 경제 기회 사무국장, 지미 카터 행정부에서 CIA의 부국장, 레이건 행정부에서 국방부와 국가 안보 고문을 포함한 다양한 고위급 정부 직위들을 지냈다.

## 대통령 행정부에서의 복무

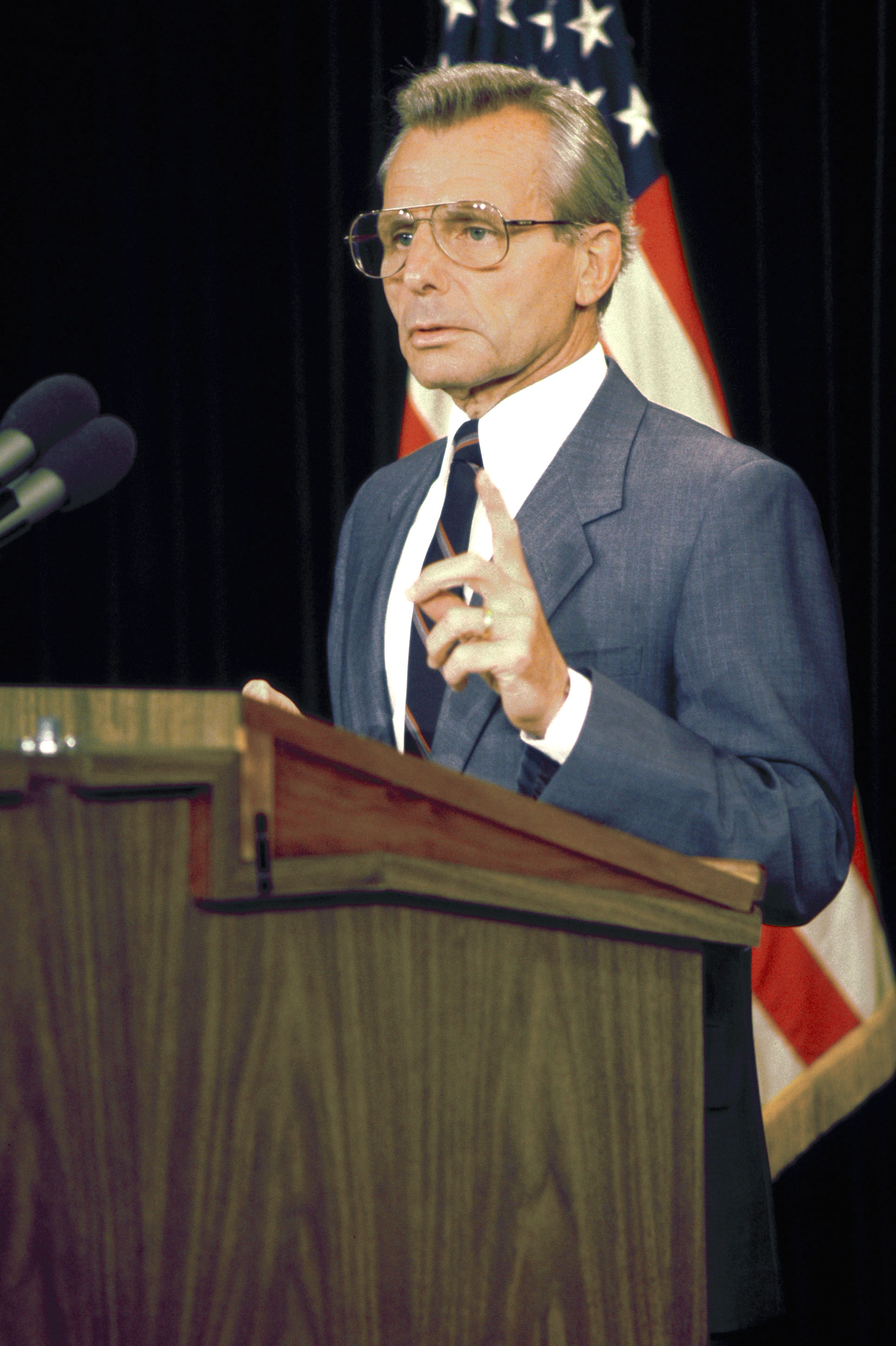
1988년 기자회견에서 칼루치 장관

1969년, 미국 대통령 리처드 닉슨이 미국 대표 도널드 럼즈펠드를 설득하여 그의 자리를 떠나 린든 B. 존슨의 빈곤 전쟁과 싸우기 위해 사전트 슈라이버에 의해 만들어진 기구인 경제 기회 사무국의 국장이 되도록 했을 때, 럼즈펠드는 칼루치가 지역사회 행동 프로그램을 이끄는 데 국무부로부터 OEO로 전임하도록 하였다. 칼루치는 캐스퍼 와인버거가 닉슨 행정부의 비서로 있을 때 보건 교육 복지부 차관이었다.
1972년 6월, 허리케인 아그네스가 일으킨 재앙적인 홍수의 여파로 닉슨은 칼루치를 펜실베이니아주 북동부의 연방 대응을 이끌도록 임명했다. 당시 아그네스는 미국 역사상 가장 많은 희생을 치른 재난이었고, 펜실베이니아주 와이오밍 계곡은 가장 큰 피해를 입은 지역 중 하나였다. 칼루치가 이 역할을 맡은 시기는 그의 지역적 유대와 효과를 고려할 때 일반 대중뿐만 아니라 연방과 지방 관리들에게 긍정적으로 여겨졌다.
칼루치는 1974년부터 1977년까지 포르투갈 주재 대사를 지냈다. 그는 1975년 11월 25일, 쿠데타의 승리자들 중 한 명으로 포르투갈에서 기억되었다. 이베리아반도에서 가장 오래된 미국 학교인 칼루치 리스본 아메리칸 인터내셔널 스쿨은 그의 이름을 따서 지어졌다. 2019년 리스본 라파 인근에 위치한 주포르투갈 미국 대사의 공관이 그의 이름을 따서 명명되었다.
칼루치는 1978년부터 1981년까지 스탠스필드 터너 국장 밑에서 CIA의 부국장을 지냈다.

## 사생활
칼루치는 1954년부터 1974년 이혼할 때까지 진 앤서니와 결혼했다. 그들은 두 아이가 있었다. 칼루치는 1976년부터 사망할 때까지 마르시아 마이어스와 결혼했다. 그들은 딸 하나를 두었다.

## 사망
2018년 6월 3일 파킨슨병 합병증으로 87세의 나이로 버지니아주 맥린의 자택에서 사망했다.